# Leipziger Straße (Dresden)
Die Leipziger Straße ist eine Ausfallstraße von Dresden in Richtung Nordwesten. Sie führt durch die Stadtteile Leipziger Vorstadt, Pieschen, Mickten, Trachau und Kaditz nach Radebeul in die Meißner Straße.

## Geschichte
Ursprünglich begann sie am Leipziger Tor (Straße nach Leipzig), einem Teil der Dresdner Befestigungsanlagen auf der Neustädter Elbseite. Der Abschnitt zwischen Mohnstraße und Stadtgrenze wurde 1787 angelegt und löste als „Neue Meißner Poststraße“ die elbnahe und deshalb hochwassergefährdete „Alte Meißner Poststraße“ (Kötzschenbroder Straße) von Pieschen über Kaditz und Serkowitz nach Kötzschenbroda ab (vgl. Weiberstein).
Die Leipziger Straße wurde industriell durch den Bau des Leipziger Bahnhofs 1838 und des Pieschener Elbhafens 1859 erschlossen. Der Leipziger Bahnhof war der erste Dresdner Personenbahnhof und befand sich im Winkel der Leipziger und Großenhainer Straße. Durch die Großenhainer Straße war er vom Schlesischen Bahnhof getrennt. Es existieren noch Gebäude aus dem Jahr 1872 des später als Güterbahnhof genutzten Geländes.

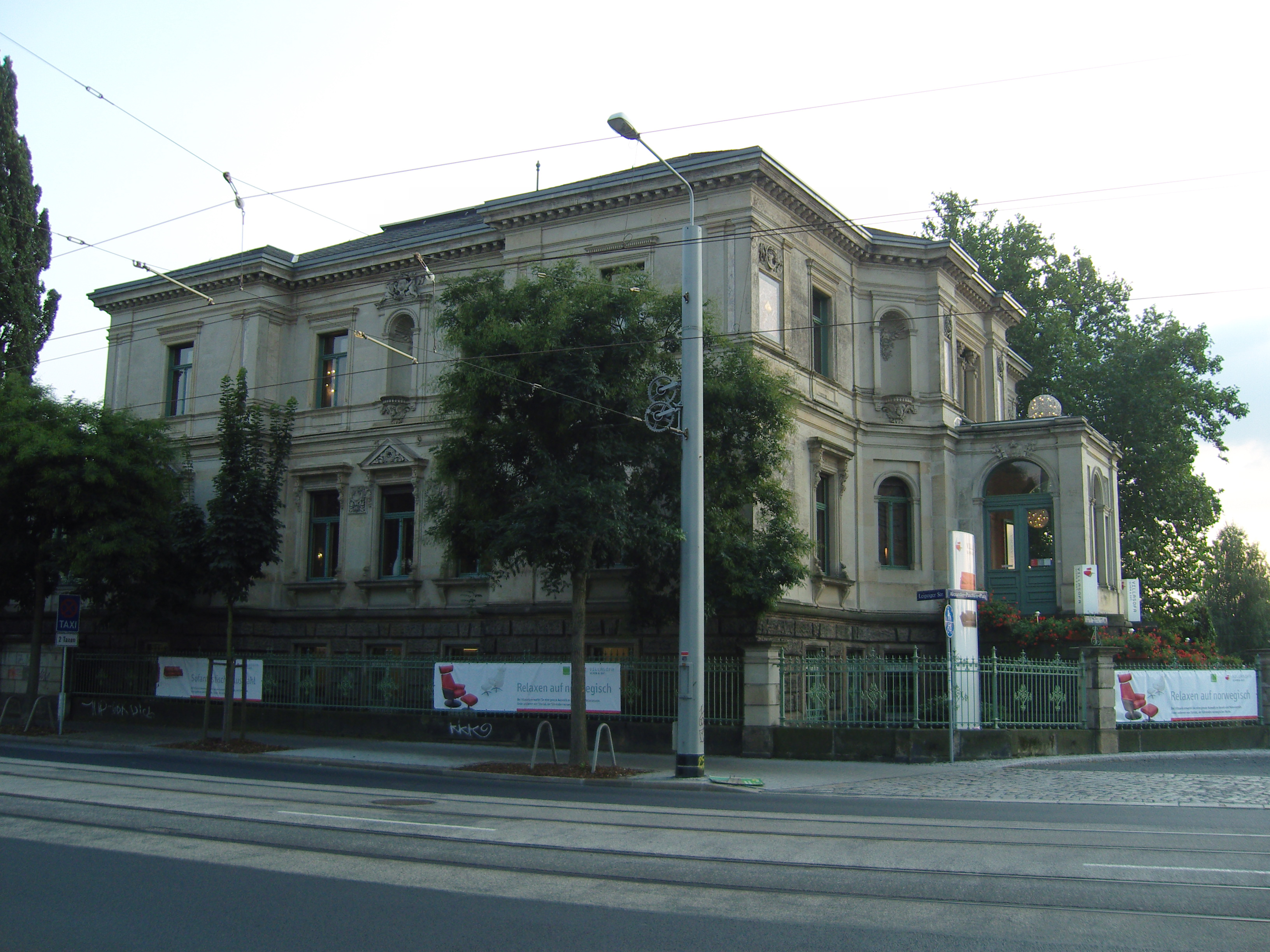
Grumbtsche Villa

Im Jahr 1854 wurde an der Leipziger Straße die Steinzeugfabrik von Villeroy & Boch gegründet. Um 1865/1866 eröffnete Franz Ludwig Gehe auf dem Gelände des Wasserbauhofs eine Drogen- und Appretur-Anstalt, aus der später ein Betrieb des Arzneimittelwerks Dresden (Werk 3) hervorging, zu dem noch Madaus gehörte. Im Jahr 1873 eröffnete der erst zwei Jahre zuvor nach Dresden gezogene Friedrich von Heyden in der Leipziger Straße 6 sein erstes Labor. Außerdem entstanden die Schiffswerft Schlick (1863) mit dem angrenzenden Neustädter Hafen (1872–1876), der Neustädter Holzhof und 1869 das Dampfsägewerk von Carl Ernst Grumbt. In den Jahren 1871/1872 errichteten die Gebrüder Ziller für den Kammermusiker A. Richter die Villa Martha, eine der wenigen Villen in der Leipziger Vorstadt. Grumbt ließ sich 1888 im Stile der Neorenaissance eine Villa am heutigen Alexander-Puschkin-Platz (vorher: Erfurter Platz) errichten. Von 1949 bis 1989 wurde sie als Puschkinhaus von der Gesellschaft für Deutsch-Sowjetische Freundschaft genutzt.
Die 1866 geschaffenen Schanzen in Neudorf im stadtnäheren Bereich der Leipziger Straße wurden bis 1873 abgetragen.
Im Jahr 1866 kaufte die Stadt einen Teil der Elbwiesen, um darauf einen Schlachthof anzulegen. Sie trat 1868 zugunsten der Fleischerinnung zurück, die 1873 einen Zentralschlachthof mit Viehmarkt errichtete. Dieser wurde bis 1910 betrieben.
Bei den Luftangriffen auf Dresden im Februar 1945 wurde die stadtnahe Bebauung zerstört. Im Jahr 1993 wurde im „Pieschener Winkel“ an der Einmündung der Mohnstraße das „Elbcenter“, ein Wohn- und Geschäftsgebäudekomplex, errichtet. Von 2007 bis 2009 wurde die Straße nach den Zerstörungen des Jahrhunderthochwassers der Elbe vom August 2002 unter Nutzung von Fördermitteln saniert. Bei dieser Umgestaltung der Straßenlage in der gesamten Länge bekam die Straßenbahn teilweise ein eigenes Gleisbett.

## Verkehr

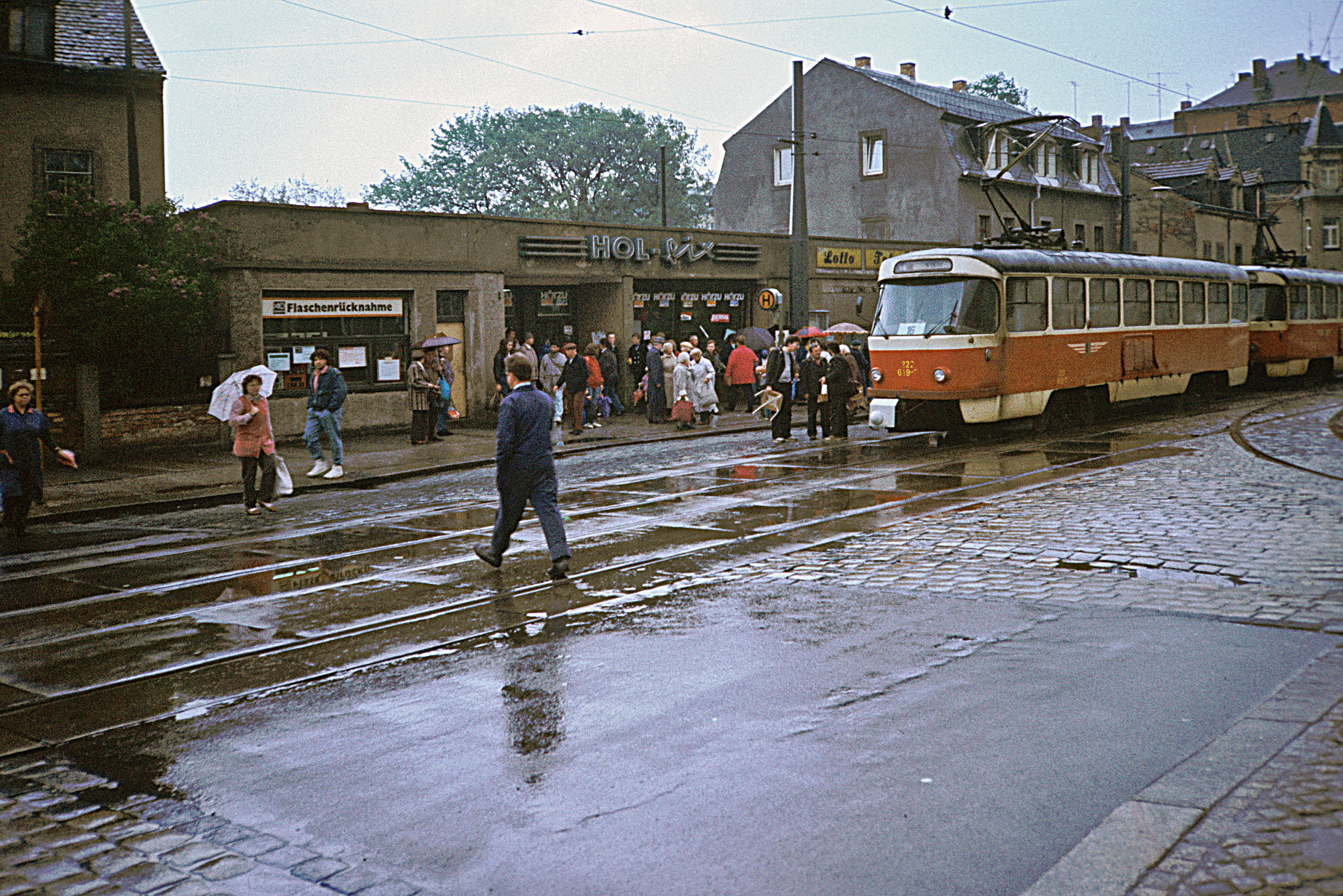
Verkehrsknotenpunkt in Höhe des Straßenbahnhofs 1990

Im Jahr 1882 verkehrte erstmals die Pferdebahn auf der Leipziger Straße. Im Jahr 1899 wurde die elektrische Straßenbahn nach Mickten eingerichtet. Ebenfalls 1899 nahm die Lößnitzbahn von Mickten nach Kötzschenbroda den Betrieb auf. Diese Strecke wurde 1930 auf 1450 Millimeter Spurweite ausgebaut. Am Micktener Straßenbahndepot finden sich heute noch Reste der Gebäude der Lößnitzbahn neben den außer Betrieb genommenen Anlagen der Abstellanlage der vormals Städtischen Bahn.
Entlang der Leipziger Straße verkehren die Linien 4 und 9. Seit September 2010 verläuft der Elberadweg parallel zur Straße und quert die Elbe über die Molenbrücke zum Ball- und Brauhaus Watzke.
Täglich nutzen 19.500 Fahrzeuge die Leipziger Straße.

## Gaststätten

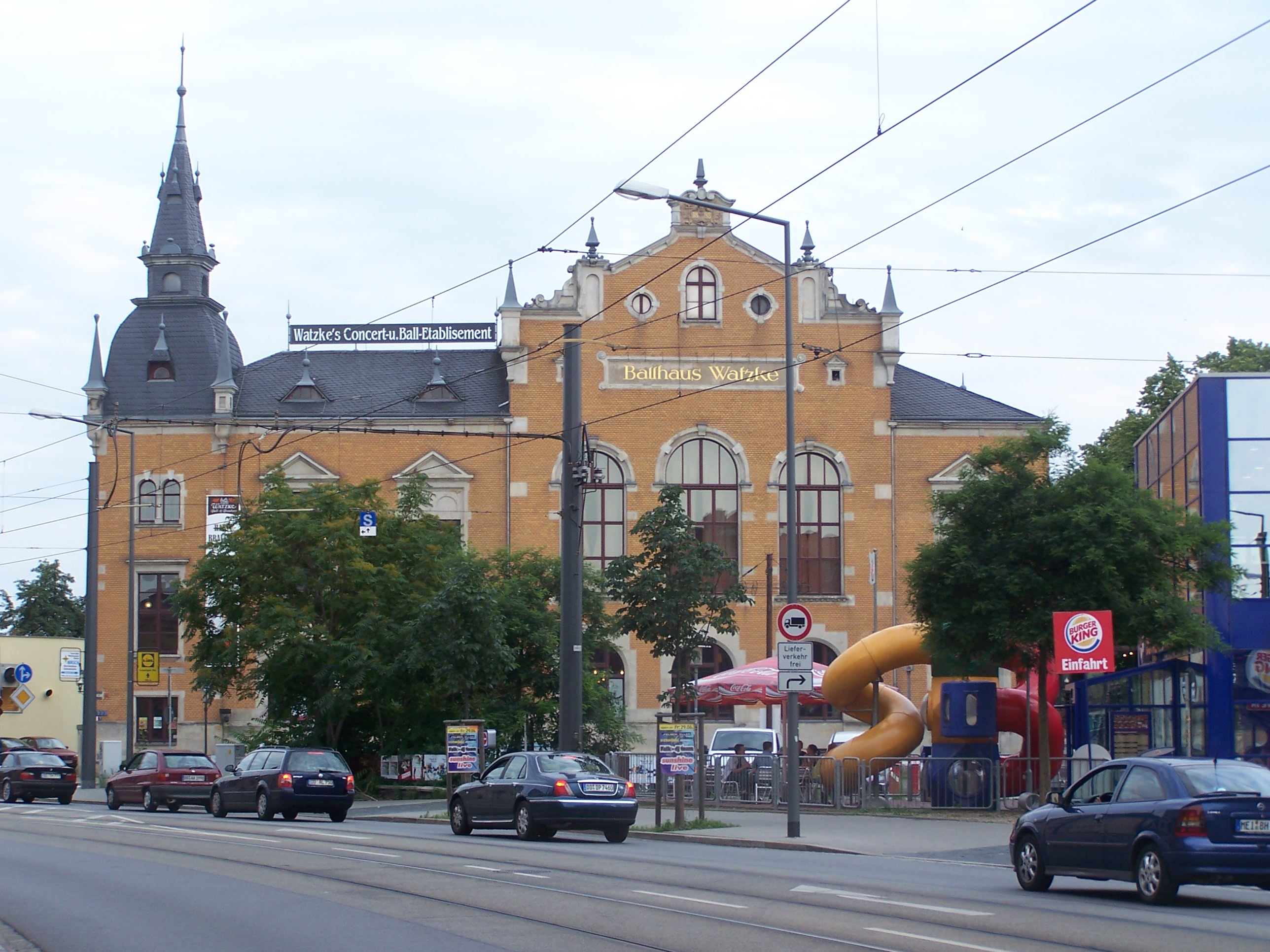
Ballhaus Watzke

Im Jahre 1898 eröffnete Paul Watzke das nach ihm benannte Ball- und Brauhaus Watzke an der Ecke Kötzschenbroder Straße. Obwohl das Ballhaus Watzke in den späten 1940er (Nachkriegs-)Jahren noch Tanzgaststätte im zerstörten Dresden war, wurde es im Jahr 1950 geschlossen. Danach wurde das Gebäude lange Zeit als Lager der Großhandelsgesellschaft Textil genutzt. Auf Initiative einer Betreibergesellschaft wurde das Ballhaus 1996 mit einer Restaurantbrauerei wiedereröffnet.
Die Gaststätte „Stadt Leipzig“ wurde zu Beginn der 1950er Jahre in das Kino „Faunpalast“ umgewandelt. Heute ist es ein Wohn- und Geschäftskomplex.

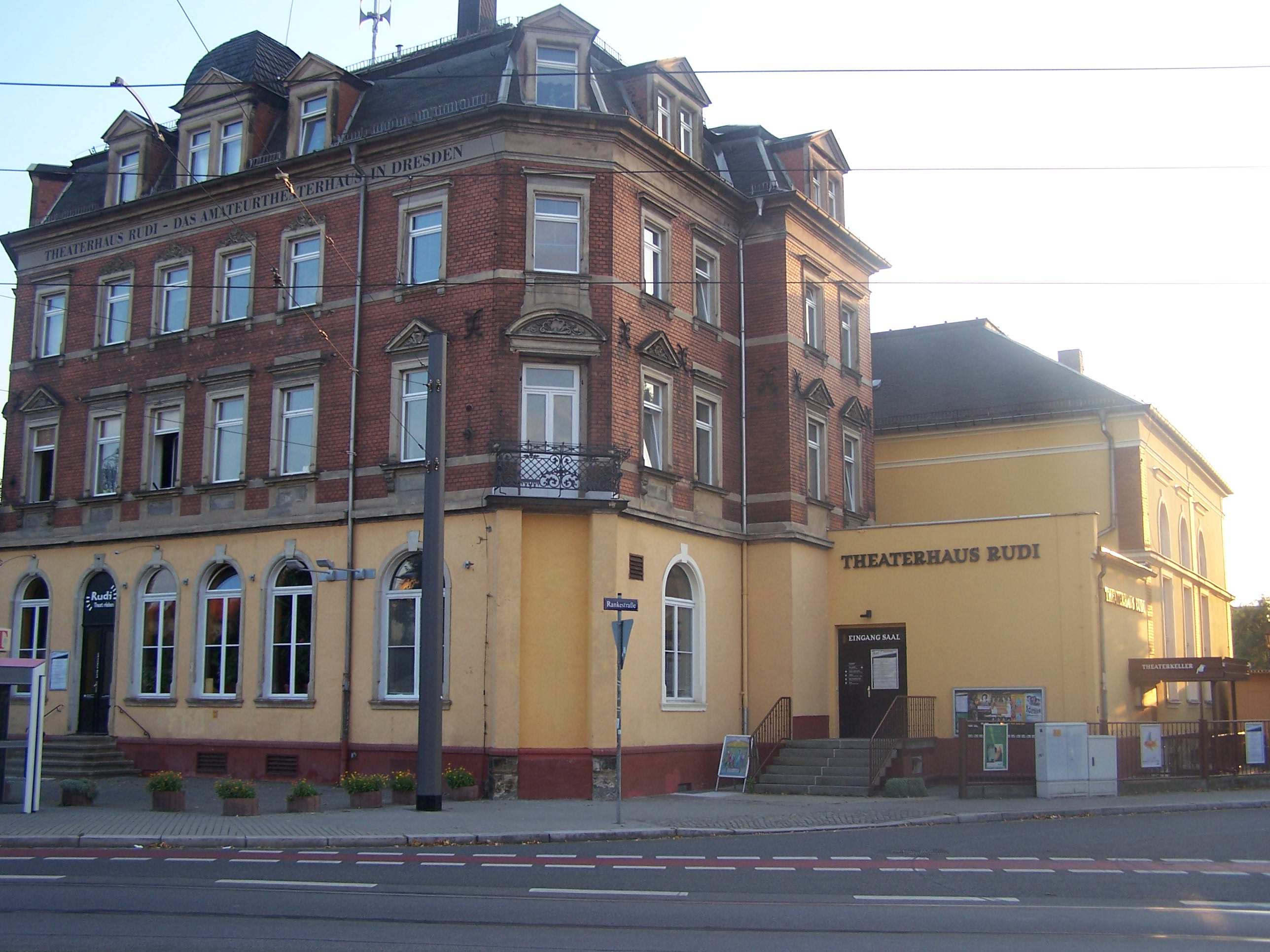
Theaterhaus Rudi

Weitere bekannte Gaststätten waren das „Goldene Lamm“ an der Ecke Alttrachau, das später als Puppentheater genutzt wurde. Bekannte Restaurants waren auch Moritz Geblers „Waldvilla“ und das „Feldschlößchen“. Die Waldvilla wurde vom Arzneimittelwerk Li-iL genutzt, aus dem Feldschlößchen ging das Klubhaus „Rudi Arndt“ (im Volksmund „Rudi“ oder „Blutiger Rudi“) hervor, das seit 1997 den Namen Theaterhaus Rudi trägt und eine Spielstätte für Amateurtheatergruppen ist.